# Vinh
Vinh (/viɲ/) è una città del Vietnam, situata nella provincia di Nghe An. È la più grande città e centro economico e culturale della costa centro-settentrionale del Vietnam. Vinh è la capitale della provincia di Nghệ An ed è un punto chiave nel corridoio economico est-ovest che collega Myanmar, Thailandia, Laos e Vietnam. 
Vinh è la città più popolosa nella regione costiera centro-settentrionale, con oltre 339 000 abitanti (censimento del 2019).
La città è delimitata a nord e a est dal distretto di Nghi Loc, a ovest dal distretto di Hung Nguyen e a sud dal distretto di Nghi Xuan nella provincia di Hà Tĩnh. Vinh è a circa 300 km a sud di Hanoi e 1400 km a nord dalla città di Ho Chi Minh.

## Geografia fisica

### Territorio
La città è situata nel sud-est della provincia, vicino alla catena montuosa Hong Linh e a importanti montagne, lungo il fiume Song Lam e si affaccia sul Mar cinese meridionale. Un altro fiume presente nella città è il Song Giang. 
A 4 km dalla costa si trovano le isole di Hon Ngu: due isole a 133 m s.l.m. e a 88 m s.l.m.

## Storia
Vinh era originariamente nota come Ke Van. Successivamente, il nome è divenuto Ke Vinh, Vinh Giang, Vinh Doanh e infine Vinh Thi. Nel 1789, il nome ufficiale divenne semplicemente Vinh forse per via dell'influenza europea ed è rimasto lo stesso da allora. In diversi periodi, Vinh ha avuto una notevole importanza militare e politica. La nazione vietnamita inizialmente fu istituita nel nord, e in seguito gradualmente si espanse fino a coprire i suoi attuali territori; per questo Vinh in passato era vista come un passaggio per la parte meridionale.
È probabile che la dinastia Tây Sơn (1788-1802) considerasse Vinh come una possibile capitale del Vietnam, ma la breve durata della dinastia ha fatto sì che tutti i piani rimanessero sulla carta. L'interesse di Tây Sơn per la città, tuttavia, ha comportato un notevole ampliamento e sviluppo. Sotto il dominio francese del Vietnam, Vinh fu ulteriormente sviluppata come centro industriale e divenne famosa per le sue fabbriche.
Da un punto di vista storico, Vinh e le sue aree circostanti sono state spesso importanti centri di ribellione e attività rivoluzionarie. Nel XIX secolo e all'inizio del XX secolo, la città fu il centro di numerose importanti sollevazioni contro i francesi. Inoltre, un certo numero di personaggi rivoluzionari di rilievo sono nati a Vihn o nelle vicinanze. Tra questi si annoverano Nguyễn Du, Phan Bội Châu, Trần Trọng Kim, Nguyễn Thị Minh Khai e  Hồ Chí Minh.
La città di Vinh era un tempo sede di numerosi siti archeologici di rilievo, in particolare un'antica cittadella. Nel corso degli anni, però, Vinh è stata danneggiata a causa delle numerose guerre. Negli anni '50, gli scontri tra le potenze coloniali francesi e le forze di resistenza  Việt Minh distrussero gran parte della città, e ulteriori danni furono compiuti dai bombardamenti statunitensi nella guerra del Vietnam. In quanto tale, oggi rimane poco della città originale. La ricostruzione di Vinh ha impiegato concezioni urbanistiche e architettoniche tipiche dell'Unione Sovietica e della Germania dell'Est, e la città è oggi nota per le sue ampie strade e le file di costruzioni e appartamenti in cemento.

## Monumenti e luoghi d'interesse
- Monte Dung Quyet: si trova a 5 km a sud-est dal centro ed è un'area turistica ecologica e storico-culturale di Nghe An. Il parco del monte Quyet è stato costruito per preservare un patrimonio culturale e storico di oltre 200 anni.
- Safari e parco acquatico Mường Thanh: si trova a Dien Lam, Dien Chau a circa 60 km a nord dal centro di Vinh e contiene animali selvatici provenienti da ogni parte del mondo come rinoceronti, giraffe, tigri bianche, tigri gialle, orsi, elefanti, ippopotami, zebre, iene e giaguari.
- Bai Lu Resort: si trova a Nghi Loc a circa 20 km nord-est dal centro di Vinh.
- Montagna di Heaven Gate: dalla quale il turista può godere della vista della spiaggia salendoci in cima. Può essere chiamata la Da Lat sul mare.
- Campo di girasole: si trova a Nghia Dan, a circa 100 km a nord-ovest dalla città di Vinh e ha una larghezza di 80 ettari. I fiori di questo campo arrivano alla piena fioritura nel periodo da fine marzo a metà aprile e a metà dicembre di ogni anno.
- Pagoda Huong Tich (Ha Tinh): si trova a circa 20 km sud dalla città di Vinh. La pagoda fu costruita durante i re Tran della principessa Dieu Thien. Il luogo è stato soprannominato First Hoan Chau spots non solo perché questo posto è un paesaggio unico, ma anche per gli antichi sedimenti che vi si rinvengono.
- Resort Vinpearl Cua Hoi: si trova a 10 km a est di Vinh. É un resort a 5 stelle con una superficie di 38,7 ettari. Ha spiagge incontaminate, una grande piscina artificiale, un parco acquatico e altri servizi riservati a clientela facoltosa.
- Piazza Ho Chi Minh
- Tempio Quang Trung King: si trova a Phuong Hoang Trung Do.
- Spiaggia di Cửa Lò: si trova a 15 km ad est del centro della città ed è una delle spiagge più belle del Vietnam.
- Parco nazionale Pù Mát: uno dei parchi nazionali più grandi e meglio conservati del Vietnam, si trova a 120 km a ovest di Vinh. Sono offerte visite guidate al Pu Mat in inglese o vietnamita.
- Cascata Khe Kem
- Diga Pha Lai
- Foresta Sang Le
- Kim Lien: è la città natale del presidente Ho Chi Minh e si trova a 10 km a ovest di Vinh nel distretto di Nam Dan.

## Cultura

### Musei
- Museo sovietico Nghe Tinh
- Nghe An General Museum
- Museo della Regione Militare 4

### Cucina
Alcuni piatti unici originari di Vinh e delle zone circostanti di Nghe An e Ha Tinh, sono il cháo lươn (zuppa di anguille piccanti), il bánh mướt (involtini di riso al vapore), il kẹo Cu Đơ (caramelle di carta di riso alle arachidi) e le arance di Vinh.

## Geografia antropica

### Suddivisioni amministrative
L'area totale della città di Vinh è 104,97 km² e comprende 16 quartieri urbani e 9 comuni suburbani.

## Economia

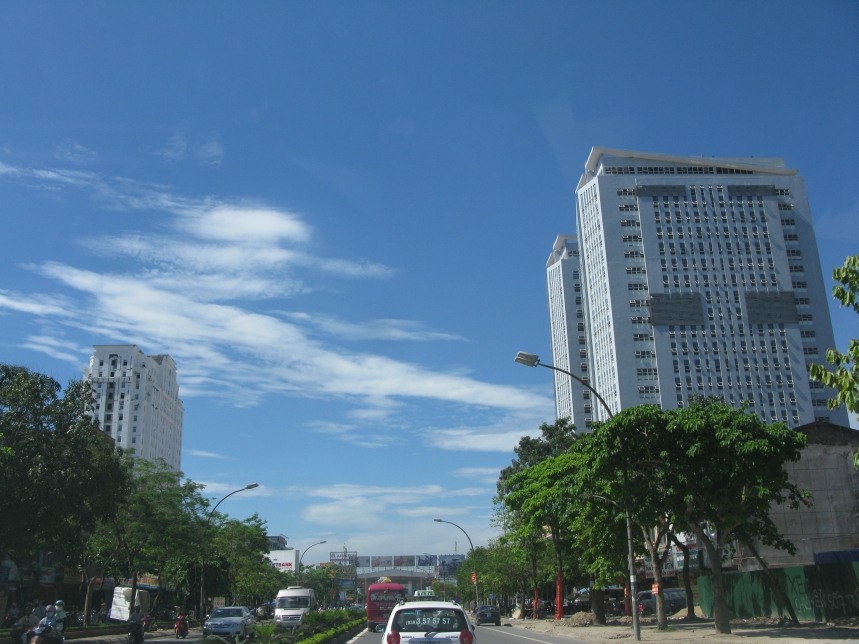
Una strada di Vinh.

Il settore dei servizi rappresenta la parte più consistente dell'economia di Vinh, con circa il 55% della popolazione attiva impiegata in questo settore. Seguono il settore industriale (30% circa) e il settore agricolo, forestale e della pesca (15% circa).

### Turismo

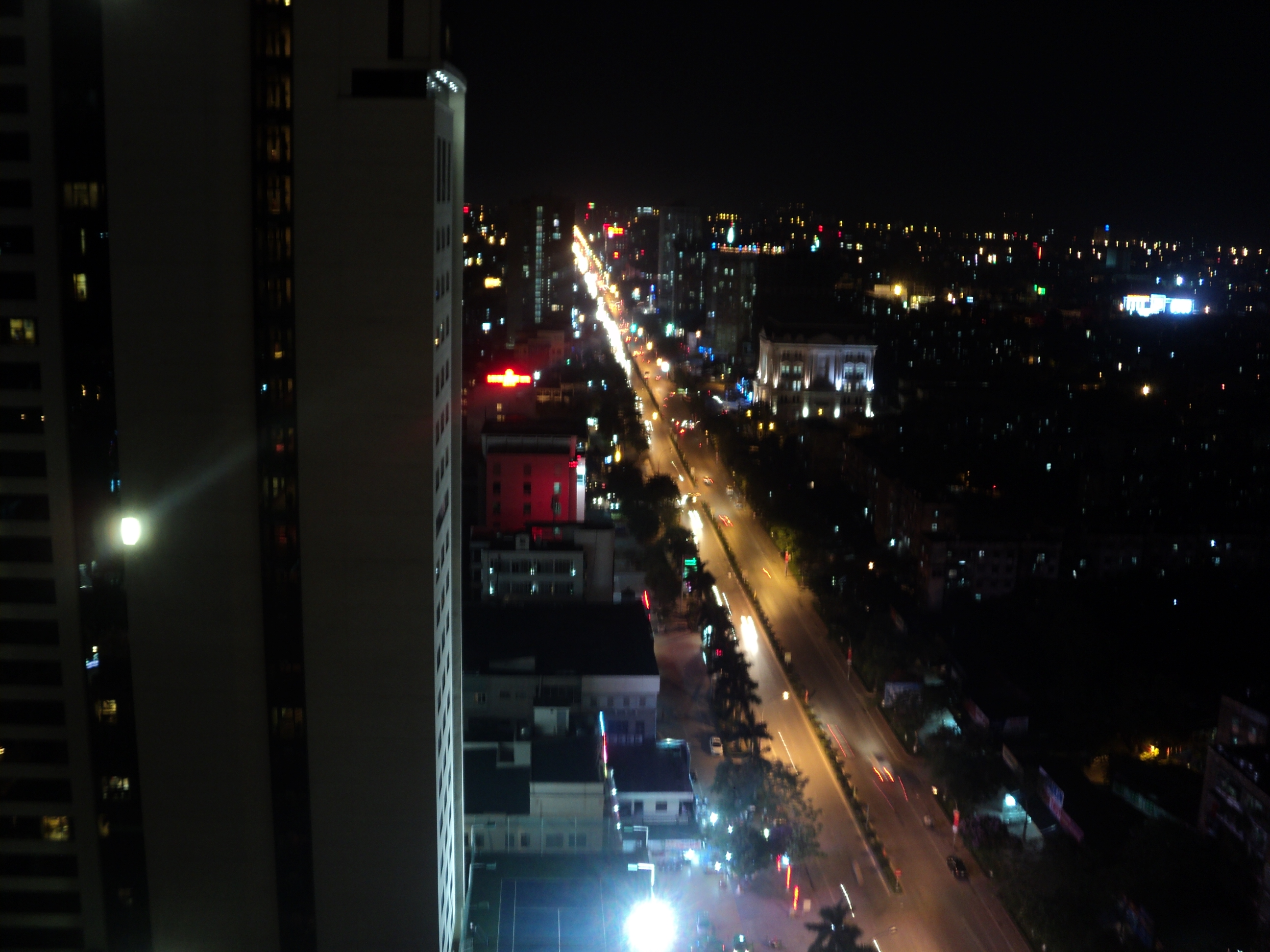
Una strada notturna di Vinh

Vinh e la provincia di Nghe An sono destinazioni turistiche in rapida crescita e ospitano varie attrazioni turistiche.
I turisti possono visitare le isole Hon Ngu e fare una gita in barca lungo il fiume Song Giang.

## Infrastrutture e trasporti
Vinh è un importante snodo di trasporto, con una posizione chiave sulla rotta tra le parti settentrionale e meridionale del Paese.
Si trova sulla principale via di trasporto nord-sud del Vietnam, facilmente raggiungibile in autostrada, ferrovia, via mare o tramite aereo. 

### Aeroporti
L'aeroporto internazionale di Vinh, situato a circa 5 km a nord del centro di Vinh, è uno dei cinque aeroporti più attivi del Vietnam. L'aeroporto fornisce collegamenti nazionali con Ho Chi Minh, Hanoi, Đà Nẵng, Buôn Ma Thuột, Đà Lạt, Nha Trang e Pleiku.
L'aeroporto è stato recentemente ampliato ed è utilizzato da tre compagnie aeree che effettuano viaggi giornalieri: Vietnam Airlines, VietJet Air e Jetstar Pacific.

### Strade
- Strada 1A Ha Noi-Ho Chi Minh
- Strada 7 per Luang Prabang
- Strada 8 per Vientiane
- Strada 46 per Vientiane

### Porti
Il porto di Cửa Lò è un porto di notevoli dimensioni che si trova a 15 km dal centro città di Vinh e ha una capacità di tre milioni di tonnellate all'anno.

### Ferrovie
La stazione ferroviaria di Vinh è un'importante stazione della tratta ferroviaria nord-sud del Vietnam.

### Autobus
A Vinh ci sono due stazioni degli autobus:
- Stazione autobus di Vinh
- Stazione autobus del mercato di Vinh: attraverso la quale è possibile raggiungere la capitale del Laos Vientiane in autobus.

## Amministrazione
Il 5 settembre 2008 è passata da città di grado II a città di grado I.